# Artoria
Artoria is een geslacht van spinnen uit de familie wolfspinnen (Lycosidae).

## Soorten
De volgende soorten zijn bij het geslacht ingedeeld:
- Artoria aculeata do Prado, Baptista & Framenau, 2024
- Artoria albopedipalpis Framenau, 2002
- Artoria albopilata (Urquhart, 1893)
- Artoria alta Framenau, 2004
- Artoria amoena (Roewer, 1960)
- Artoria atrata do Prado, Baptista & Framenau, 2024
- Artoria avona Framenau, 2002
- Artoria barringtonensis Framenau & Baehr, 2018
- Artoria beaury Framenau & Baehr, 2018
- Artoria belfordensis Framenau & Baehr, 2018
- Artoria berenice (L. Koch, 1877)
- Artoria bondi Framenau & Baehr, 2018
- Artoria booderee Framenau & Baehr, 2018
- Artoria cingulipes Simon, 1909
- Artoria comleroi Framenau & Baehr, 2018
- Artoria corowa Framenau & Baehr, 2018
- Artoria emu do Prado, Baptista & Framenau, 2024
- Artoria equipalus Framenau & Baehr, 2018
- Artoria extraordinaria Framenau & Baehr, 2018
- Artoria falcata do Prado, Baptista & Framenau, 2024
- Artoria flavimana Simon, 1909
- Artoria gloriosa (Rainbow, 1920)
- Artoria grahammilledgei Framenau & Baehr, 2018
- Artoria hamata Wang, Framenau & Zhang, 2021
- Artoria hebridisiana (Berland, 1938)
- Artoria helensmithae Framenau & Baehr, 2018
- Artoria hospita Vink, 2002
- Artoria howquaensis Framenau, 2002
- Artoria impedita (Simon, 1909)
- Artoria incrassata do Prado, Baptista & Framenau, 2024
- Artoria inversa do Prado, Baptista & Framenau, 2024
- Artoria kanangra Framenau & Baehr, 2018
- Artoria kerewong Framenau & Baehr, 2018
- Artoria lamellata do Prado, Baptista & Framenau, 2024
- Artoria ligulacea (Qu, Peng & Yin, 2009)
- Artoria lineata (L. Koch, 1877)
- Artoria linnaei Framenau, 2008
- Artoria lycosimorpha Strand, 1909
- Artoria maculatipes (Roewer, 1960)
- Artoria maroota Framenau & Baehr, 2018
- Artoria mckayi Framenau, 2002
- Artoria minima (Berland, 1938)
- Artoria mungo Framenau & Baehr, 2018
- Artoria munmorah Framenau & Baehr, 2018
- Artoria myallensis Framenau & Baehr, 2018
- Artoria palustris Dahl, 1908
- Artoria parvula Thorell, 1877
- Artoria pileata do Prado, Baptista & Framenau, 2024
- Artoria pinnata do Prado, Baptista & Framenau, 2024
- Artoria plicata do Prado, Baptista & Framenau, 2024
- Artoria quadrata Framenau, 2002
- Artoria retorta do Prado, Baptista & Framenau, 2024
- Artoria schizocoides Framenau & Hebets, 2007
- Artoria segrega Vink, 2002
- Artoria separata Vink, 2002
- Artoria slatyeri Framenau & Baehr, 2018
- Artoria strepera Framenau & Baehr, 2018
- Artoria subhamata Wang & Zhang, 2022
- Artoria taeniata do Prado, Baptista & Framenau, 2024
- Artoria taeniifera Simon, 1909
- Artoria terania Framenau & Baehr, 2018
- Artoria thorelli (Berland, 1929)
- Artoria triangularis Framenau, 2002
- Artoria trifida do Prado, Baptista & Framenau, 2024
- Artoria ulrichi Framenau, 2002
- Artoria victoriensis Framenau, Gotch & Austin, 2006
- Artoria weiweii Wang, Zhang & Peng, 2019
- Artoria wilkiei Framenau & Baehr, 2018